# Промышленный район (Ставрополь)
Промышленный район — один из трёх районов города Ставрополя.
Расположен в западной части города. Является самым крупным районом краевого центра.

## История
Промышленный район был образован 12 апреля 1977 года Указом Президиума Верховного Совета РСФСР от 23 марта 1977 года № 5-93/2.
24 марта 1977 года было принято постановление бюро краевого комитета КПСС об образовании Промышленного РК КПСС в г. Ставрополе и утверждено оргбюро Промышленного района. Затем была проведена работа по подбору руководящих кадров района, созданию партийного и депутатского активов. В этот же период были рассмотрены предложения по размещению руководящих органов районного комитета КПСС, райисполкома и его отделов, районного отдела внутренних дел, прокуратуры и т. д.
Из депутатов районных Советов — Ленинского и Октябрьского — был сформирован депутатский актив, а 12 апреля 1977 года созвана и проведена первая сессия районного Совета депутатов трудящихся Промышленного района, на которой был избран исполнительный комитет. Первым председателем райисполкома стал А. А. Рогожников. Заместителем был избран Б. Е. Черноволенко, а секретарем исполкома — В. П. Попова.
Первая партийная конференция Промышленного района состоялась 20 апреля 1977 года. Первым секретарем РК КПСС был избран Б. М. Чурсанов, вторым секретарем РК КПСС — Р. Ф. Базикова, а секретарем РК КПСС — В. В. Квасов.

## Население
| 1979     | 1989     | 2002     | 2009     | 2010     | 2011     | 2012     |
| -------- | -------- | -------- | -------- | -------- | -------- | -------- |
| 96 185   | ↗155 747 | ↗178 028 | ↗183 676 | ↗201 127 | ↗201 349 | ↗204 305 |
| 2013     | 2014     | 2015     | 2016     | 2017     | 2018     | 2019     |
| ↗208 707 | ↗212 857 | ↗216 959 | ↗219 294 | ↗221 834 | ↗222 260 | ↗224 226 |
| 2020     | 2021     | 2023     | 2024     | 2025     |          |          |
| ↗231 827 | ↗319 671 | ↗320 351 | ↗325 070 | ↗329 331 |          |          |

## Органы власти
Исполнительная власть в Промышленном районе представлена администрацией района. Как территориальный орган местного самоуправления администрация Промышленного района города Ставрополя образована в 2002 году. Осуществляет возложенные задачи и полномочия в соответствии с Постановлением главы города Ставрополя от 21.02.2005 № 584 «Об утверждении Положений об администрациях районов города Ставрополя».
В июне 2020 года исполняющим обязанности главы администрации Промышленного района города Ставрополя стал первый заместитель главы администрации Красношлык Александр Анатольевич.

## Микрорайоны
Промышленный район включает 15 микрорайонов (порядковые номера 17—31), которые управляются советами микрорайонов (советами территориального общественного самоуправления).

## Экономика
На территории района работает свыше 14 тысяч предприятий и предпринимательских структур, среди которых: акционерные общества "Ставропольский радиозавод «Сигнал», «Монокристалл», "Молочный комбинат «Ставропольский», «Ставропольмебель», «Нептун», а также другие ведущие предприятия.
Жилищно-коммунальное хозяйство района представляют муниципальные унитарные предприятия «Ремонтно-строительное предприятие», «Коммунальник», «Жилищно-эксплуатационный участок — 14», а также более 50 управляющих компаний, обслуживающих жилой фонд района.
В районе действует крупнейший в крае выставочный центр «Прогресс», являющийся членом Российского союза выставок и ярмарок.

## Образование, культура и отдых
В Промышленном районе находятся 16 учреждений культуры, 61 образовательное учреждение, в том числе: 8 высших учебных учреждений; 5 учреждений среднего и начального профессионального образования; 19 муниципальных общеобразовательных учреждений; 28 дошкольных общеобразовательных учреждений; 2 учреждения дополнительного образования детей; 2 негосударственных общеобразовательных учреждения.
Излюбленных местом отдыха горожан является парк Победы.

## Уличная сеть
- проспект Кулакова
- проспект Российский
- 45-я Параллель
- 50 лет ВЛКСМ
- Дзержинского
- Доваторцев
- Краснофлотская
- Ленина
- Лермонтова
- Мира
- Некрасова
- Осетинская
- Перспективная
- Пирогова
- Семашко
- Серова
- Тельмана
- Шпаковская